# Sevlák potoční

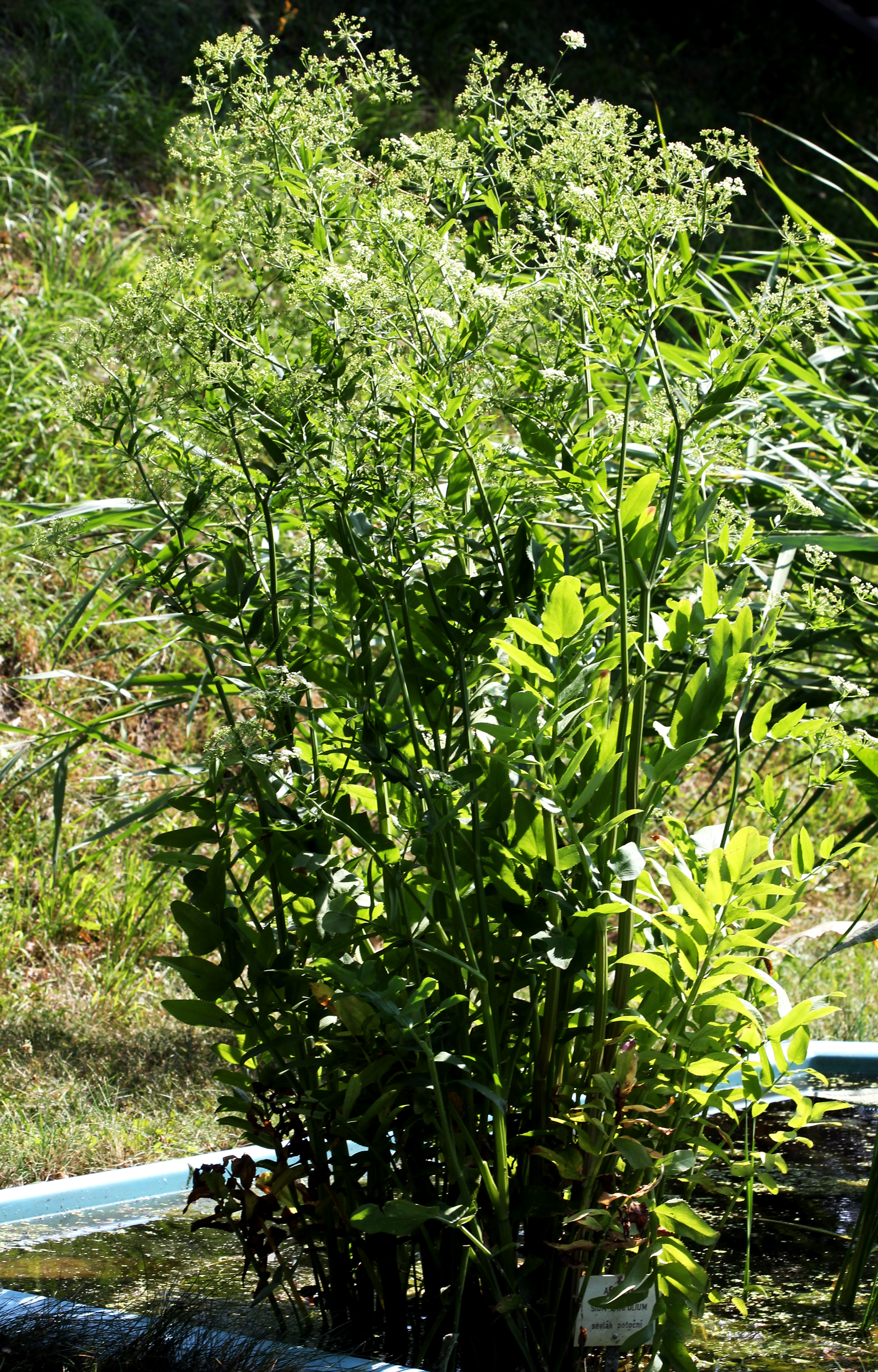
Rozrostlá rostlina

Sevlák potoční (Sium latifolium) je vlhkomilná, vytrvalá, obvykle přes metr vysoká bylina, jeden ze dvou druhů rodu sevlák, vyskytujících se v České republice. Rostlina je v české květeně původní druh, roste obvykle ve stojatých nebo mírně tekoucích vodách, po rozemnutí listů nebo lodyhy nepříjemně páchne, má štiplavou chuť a je pokládána za lidskému zdraví škodlivou.

## Rozšíření
V Evropě roste od západu (Španělsko, Velká Británie) přes její střed až po Ural na východě. Jižní hranice výskytu vede Středozemím a severní Skandinávii. Druh je dále ostrůvkovitě rozšířen v Asii, kde roste v Gruzií na severu Kavkazu, na západní Sibiři až po Bajkalské jezero a v severozápadní Číně i Kazachstánu.
V České republice se vyskytuje nejvíce v úvalech řek Labe a Morava, jinde je vzácný a místy zcela chybí, např. v Českém krasu a pahorkatinách na jihu Moravy. Jeho občasný nález na území severovýchodního Slezska souvisí s přesahem z polských nížin. Nejhojněji se vyskytuje v termofytiku a přiléhajícím mezofytiku do nadmořské výšky 400 m n. m. Je rostlinou mokřadních biotopů které se z krajiny postupně vytrácejí a proto je sevlák potoční považován za druh ohrožený vymizením.

## Ekologie
Heliofytní rostlina vyskytující se nejčastěji u břehů eutrofních, jen pomalu tekoucích nebo stojatých vod, stejně jako v mělkých tůních ve světlých lužních lesích, za ideální je pokládaná hlouba vody 20 cm. Roste i mimo vodu na živinami bohatých, humózních, bahnitých, jílovitých, často zaplavovaných půdách, kde dobře snáší periodické krátkodobé zatopení vodou do výše vodního sloupce 60 cm a následné vysušení. Vytrvalý hemikryptofyt kvetoucí v červenci a srpnu, opylován je hmyzem. Ploidie druhu je 2n = 20.

## Popis

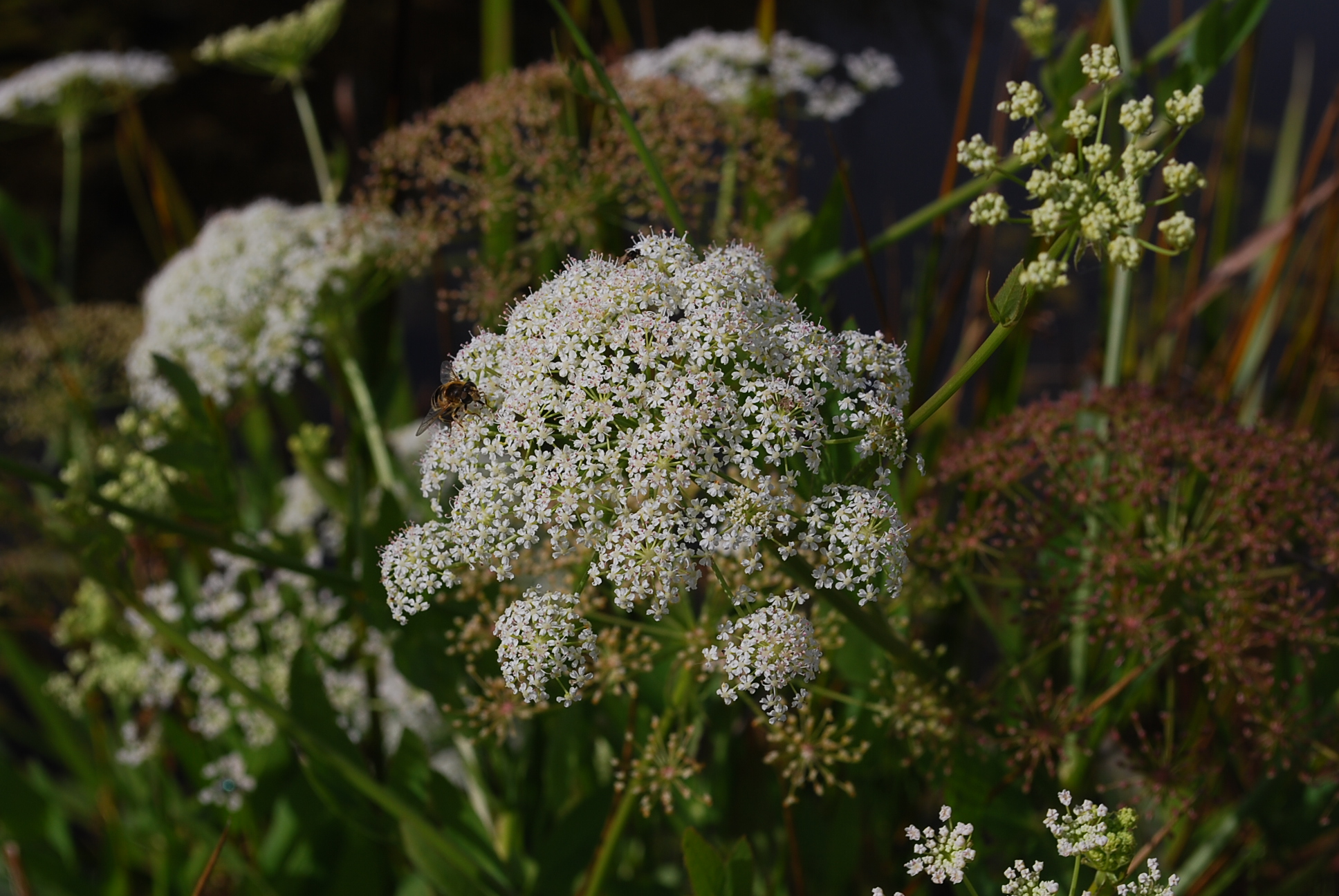
Okolík

Bylina s lodyhou vysokou 80 až 150 cm, která vyrůstá ze svislého, svazčitého oddenku bez výběžků. Lodyha je přímá, chudě větvená, až 2 cm tlustá, dutá, pětihranná a porostlá dvojími listy. Prvý typ listů se vytváří na ponořené části lodyhy brzy z jara a do doby kvetení již zmizí, mají dlouhé řapíky a jsou dva až třikrát lichozpeřené s niťovitými lístky; na rostlinách rostoucí mimo vodu se netvoří. Druhý typ listů vyrůstá později a to na vynořené části lodyhy, spodní mají dlouhé, pochvovitě rozšířené řapíky a horní jsou téměř přisedlé, spodní mají lichozpeřené čepele se čtyřmi až deseti páry lístků, menší horní jen se dvěma až čtyřmi páry podlouhlých, ostře pilovitých lístků a jeden koncový.
Květenství je složený, 9 až 15 cm velký, vypouklý okolík s 15 až 30 okolíčky, jejich obal i obalíčky mají jen dva až čtyři listeny. V okolíčku bývá až 30 stopkatých květů, jsou drobné, bílé, pětičetné a většinou oboupohlavné, jen ojediněle bývají samčí. Kališní zuby jsou jen asi 1 mm velké, korunní plátky jsou bílé, 1,5 mm dlouhé a obsrdčitého tvaru. Pět tyčinek je zakončeno fialovými prašníky, dvě čnělky jsou násobně delší než ploché stylopodium. Květy se mohou opylit přenesením pylu jak z cizí rostliny, tak i z jiného květu téže rostliny. V květech nejdříve dozrají prašníky a teprve později blizny.

## Rozmnožování
Plody jsou dvounažky, jejich merikarpia (semena) jsou 3 až 4 mm dlouhá, elipsoidní a hnědě zbarvená. Jsou slabě stlačená, na vrcholu mají pětizubý zbytek po kalichu, na každé straně pět podélných světlých, dutých žeber naplněných vzduchem. Rostlina se na svém stanovišti rozrůstá z oddenku a na nová místy se někdy dostává odlomením a odplavením části oddenku. Obvykle se šíří plovoucími semeny, která se na hladině vznášejí i deset dnů.

## Ohrožení
Sevlák potoční potřebuje pro svůj růst mokřadní biotopy, které jsou v současnosti jedny z nejohroženějších, jsou devastovány a postupně mizí z oblasti podél velkých českých řek. Proto je v "Červeném seznamu cévnatých rostlin České republiky" vedený jako silně ohrožený druh (C2b).